# Лазновська-Воля
Лазновська-Воля (пол. Łaznowska Wola) — село в Польщі, у гміні Рокіцини Томашовського повіту Лодзинського воєводства.
Населення — 688 осіб (2011).
У 1975-1998 роках село належало до Пйотрковського воєводства.

## Демографія
Демографічна структура станом на 31 березня 2011 року:
|          | Загалом | Допрацездатний вік | Працездатний вік | Постпрацездатний вік |
| -------- | ------- | ------------------ | ---------------- | -------------------- |
| Чоловіки | 327     | 53                 | 223              | 51                   |
| Жінки    | 361     | 45                 | 181              | 135                  |
| Разом    | 688     | 98                 | 404              | 186                  |